# 埼玉川島町体験スカイダイビング墜落事故
埼玉川島町体験スカイダイビング墜落事故（さいたまかわじままちたいけんスカイダイビングついらくじこ）は、2004年（平成16年）1月11日に埼玉県川島町で発生したスカイダイビングの死亡事故。ホンダエアポートから飛び立った軽飛行機からの体験ダイビングで2名が死亡した。日本国内で初めて発生した体験スカイダイビング（タンデムジャンプ）での死亡事故でもある。この事故で死亡したインストラクター（以後は、「タンデムマスター」と表記）が業務上過失致死容疑で書類送検（被疑者死亡により不起訴処分）されたが、スカイダイビングの事故で刑事責任を問うのは異例の対応であった。ただし民事訴訟では、事故の原因は不明とした。
事故被害にあった2名について、ここでは体験ダイビングに参加した人物をA、タンデムマスターをBと表記する。また、ここに表記する団体名、施設名、肩書などはすべて当時のものとする。

## 事故背景

### 体験ダイビングの状況
体験ダイビングを含めた競技人口は4,000から5,000人であった。スカイダイビングにおいてダイバーが着地する場所をドロップゾーン（降下場、DZとも）と呼ぶ。スカイダイビングはその性格上、飛行場やヘリコプター発着施設などが必要となるため、ドロップゾーンもそれらの施設の近く、または施設そのものとなる。日本国内ではドロップゾーンの場所は限られるが、関東近辺では埼玉県のホンダエアポート、栃木県の渡良瀬遊水地、茨城県の阿見町などに存在した。各ドロップゾーンではスカイダイビングを開催する団体が、初心者向けの体験ダイビングを開催していた。その中でも、ホンダエアポートは、東京から最も近く、最も人が集まるドロップゾーンであった。

### タンデムジャンプ

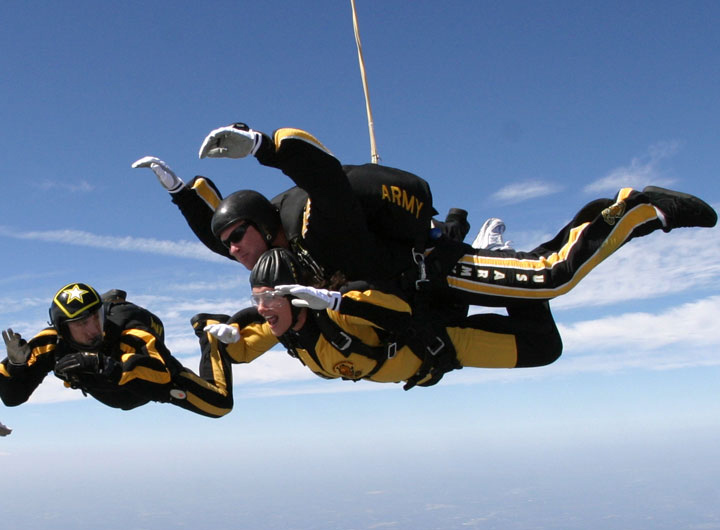
タンデムジャンプのイメージ（注意：本事故とは無関係）

タンデムジャンプとは、2名のダイバーが一緒になり、1つのパラシュートで降下するスカイダイビングの方法である。主に、体験スカイダイビングとして全く未経験のスカイダイバー向けに実施される。タンデムマスター（インストラクター）が体験者を腹の前でハーネスにより固定し、パラシュート等の全ての操作はタンデムマスターが行うことでスカイダイビングをするものである。
一般にタンデムジャンプによる体験スカイダイビングを行う者は、実施の当日、事故免責や諸注意などが書かれた誓約書に同意したことを示す署名を行う。また体験者はタンデムマスターや運営責任者から10〜15分程度簡単な講習を離陸前に受ける。講習内容としては、体験ダイビングの流れ、降下前・降下中・着地時の諸注意、降下中に体験者がとるべき姿勢の実技などである。
体験ダイビングに必要な機材は、開催団体が用意するため、このレンタル料は費用一式に含まれることが多い。体験者が用意するものは運動に適した服装である。体験者はその上からジャンプスーツと呼ばれる空気を通しにくい素材でできたスカイダイビング用の衣服を着こむ。

### タンデムジャンプの装備
パラシュートは「メイン」と「予備」の２つを装備する。予備のパラシュートは、特別な資格を持った者が120日ごとに点検し、たたみ直す決まりになっている。ただしこれは自主的な規制であり、法律等で決まっていたことではない。またタンデムジャンプでは、「ドローグ」と呼ばれる減速用の小型パラシュートをつけるが、これは降下時スピードが出過ぎてメインのパラシュートが破損しないようにするためである。この事故のダイビングにおいてもドローグが装着されていた。またスカイダイバーが気絶したりパニックに陥ったりした場合でも、高速のまま設定した高度に達したら自動的にパラシュートを開く「AAD（Automatic activation device）」が装備されている。

## 事故状況

### 天候
事故のあった日は、典型的な冬型の気圧配置であり、川島町近くの熊谷の午前9時の地上の気象観測データによると、晴れ、気温は4.9℃、北西の風、風速4.5m/sであった。

### 事故の概要
この日の体験ダイビングにはAを含む5人が参加していた。タンデムマスターもBを含め5人で、計5組10人がタンデムジャンプに向かった。参加者とタンデムマスターは、午前10時ごろホンダエアポートから軽飛行機で飛び立った。午前10時25分ごろ、高度3,800mからパラシュートを背負ったBがAを後ろから固定した状態で、降下を開始した。AとBは最後の組だった。
降下開始直後、減速用のドローグが正常に開いた。しかし通常、高度1,350m前後で開くはずのメインのパラシュートがなんらかの原因で開かず、また高速で高度580mを切ると自動で開く「予備」のパラシュートも機能せずに地面に墜落した。推定では、降下開始から約60秒後に時速約200kmで地面に墜落したと考えられる。墜落現場近くで、ラジコン飛行機を飛ばしていた人物が、土煙が上がったのを目撃、その場所でAとBが倒れているのを発見し、119番通報した。
墜落現場は比企郡川島町の荒川河川敷。地面に約1メートル四方、深さ約30センチの穴が開いた。

## 事故後の経緯

### パラシュートが開かなかった原因
警察が調査した所、メインのパラシュートは背中の袋の中に収まったままで、メインのパラシュートを操作した形跡が無かった。予備のパラシュートは、先端から1メートルの部分が減速用のドローグのロープに何重にも巻き付いていた。
Bと同じ団体に所属するスカイダイバーは「メインのパラシュートを出しても減速が間に合わないと予備と二重開きになってバランスを失う危険性がある。そのため予備のみで降下する判断をし、意図的にメインのパラシュートを開くのを諦めたのでは」と推測した。事故のあった団体とは別の団体のスカイダイバーは「機材に問題がなく、正しい姿勢で飛んでいれば、（ドローグと予備のパラシュートが）絡むことは考えにくい。実際に絡んでしまうと手で払いのけるほかなく、（地面に墜落するまでの時間に）実際にできることはほとんどない」と話した。
また企画会社の報告書によると、「タンデムジャンプで予備のパラシュートで降下する例は毎年、数件あった」としている。

### タンデムマスターBの技能および経験
Bの本職は大工で、体験スカイダイビングのタンデムマスターの活動は非常勤として行っていた。スカイダイビング歴は15年。企画会社が提出した事故報告書によると、Bが所有していたライセンスは「APF-D」で、オーストラリア落下傘協会（APF）の発行したものであった。Bは2003年5月にこの資格を取得した。APF認定ライセンスのレベルは初級のAから最上級のFまであった。Bの持っていた「APF-D」では、オーストラリアではタンデムダイビングのタンデムマスター（タンデムマスター）の資格取得のための講習を受講することはできなかった。
この事故では、パラシュートはアメリカのリラティブ・ワークショップ社（Relative Workshop）のものを使用していた。リラティブ・ワークショップ社は「自社製のパラシュート装備を使用する場合は、自社の認定したタンデムマスターが講習を行い、その結果を届け出てライセンスの発行手続きをする必要がある」としていた。また週刊誌の取材に対してリラティブ・ワークショップ社は「（Bが）日本で講習を受けたと聞いているが、Bが、わが社の資格を取得したという記録はない」と回答した。
ただし、当時、日本ではスカイダイビングに関する法的規制や公式な資格認定制度はなかった。

### 法的規制の欠如
日本でスカイダイビングを行うためには、航空法第九十条の規定により担当官庁の大臣の許可が必要であり、「落下傘降下許可申請書」を提出する必要がある。ただし、先に述べたように予備のパラシュートの120日ごとの点検や、タンデムマスターの資格などは、すべてスカイダイビングを運営する側の自主的な規制であり、日本国内の法規制で定められていたことではなかった。

### 刑事責任
調査にあたった埼玉県警東松山署は8月12日、この事故で死亡したタンデムマスターBを業務上過失致死容疑で書類送検した。送検理由は、「減速傘（ドローグ）を展開したまま予備のパラシュートを出して絡ませ、正常に開けなかったのはBの過失である。先にメインのパラシュートを切り離すなどして、予備を絡ませずに開く注意義務を怠った」と判断したためである。ただし被疑者死亡で不起訴処分となった。

### 類似事故の発生
2004年8月10日 グアムのスカイダイブグアム社が企画したタンデムジャンプによる体験スカイダイビングで、2名が死亡する事故が発生したであった。死亡した体験参加者は日本人で、タンデムマスターはブラジル国籍。
米連邦航空局（FAA）の事故報告書によると、この時のタンデムジャンプでは高度3,600mから降下を開始した。減速用パラシュートは開いたがメインは開かなかった。メインを切り離さない状態で予備を開こうとしたため、予備と減速用が絡まったとした。このグアムでの墜落事故でも、リラティブ・ワークショップ社の装置が使われていた。このため、このグアムの墜落事故と2004年の埼玉の事故は同種の事故であり、装置の構造改良が必要かもしれないと指摘された。

### 損害賠償
Aの両親が横浜地方裁判所に民事訴訟を起こし、2009年6月17日に判決がでた。判決は、事故の原因については「パラシュートが開かなかったのは、タンデムマスターの操作ミスの可能性が高いとしても、装備に不具合があった可能性も排除しきれない」とし、「事故原因は不明」とした。
ただし被害者Aが「事故があった場合に賠償責任追及はしない」という旨の誓約書にサインしていたことを踏まえた上で、「（被害者Aは）死亡などの危険性を受け入れていたわけではなく、気軽で安全な商品スポーツとして参加した」と指摘。事故の起きた体験スカイダイビングを実施した企画会社に対して、「安全にスカイダイビングを終了させる債務を負っていた」として、計約1億800万円の支払いを命じた。
原告側の弁護士は判決に対して、「結果責任を認めたのは珍しい。無過失責任を認める債権法改正の流れを先取りした判決。主張が認められ満足している」とコメントした。